# Borne (électronique)
Pour les articles homonymes, voir Borne.

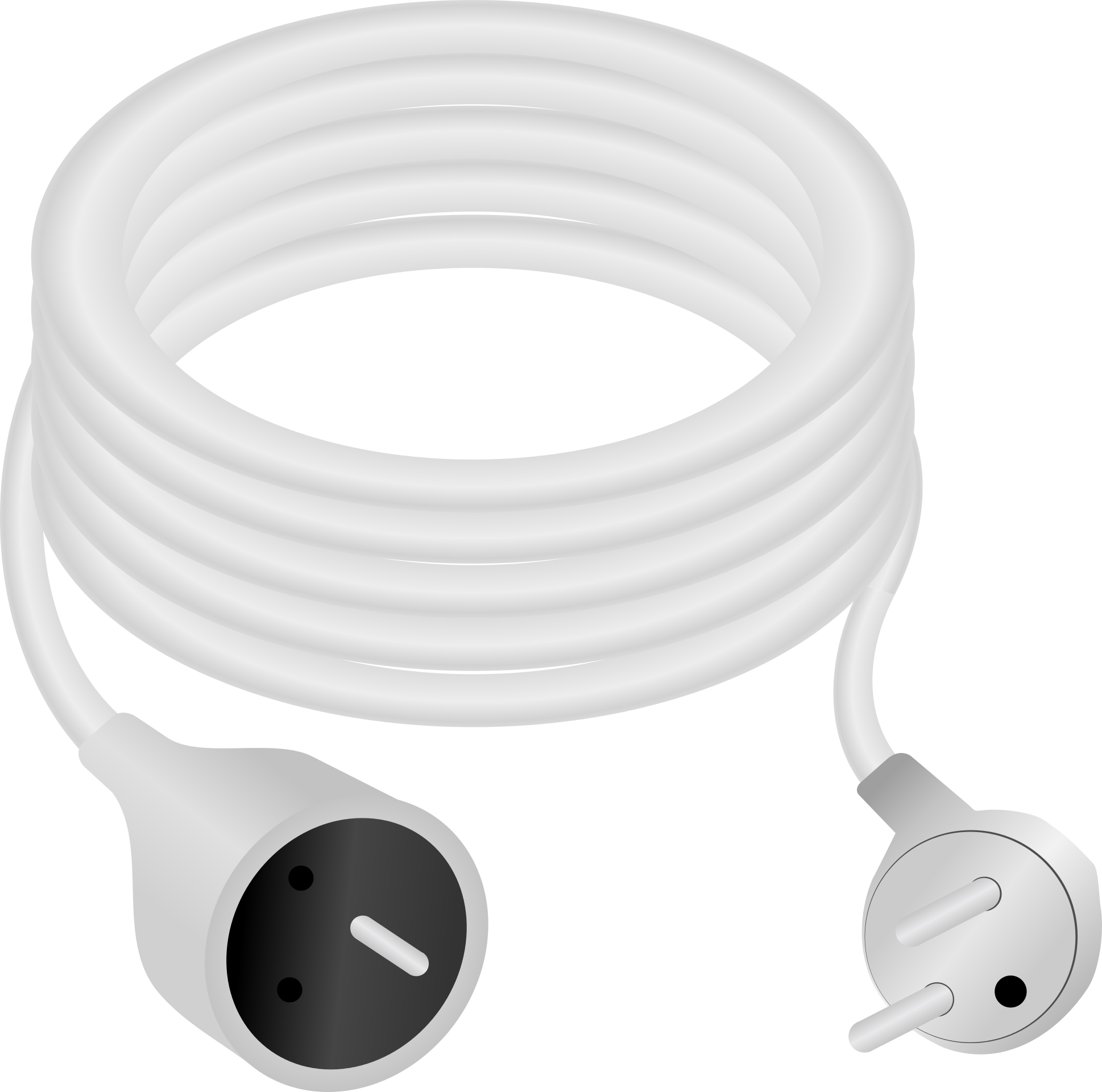
Connexion électrique à prise unique.

En électricité, ou en électronique, une borne d'un composant est une connexion qui lui permet d'être relié au reste du circuit. Par exemple, 
- un dipôle a deux bornes (ou pôles),
- un transistor a trois bornes.